# Deliqueszenz
Deliqueszenz (lateinisch deliquescere, zerfließen) ist der Vorgang, bei dem eine wasserlösliche feste Substanz, die feuchter Luft ausgesetzt ist, Feuchte aus der Luft aufnimmt und eine Lösung bildet, sobald die Luftfeuchte über einem für die Substanz charakteristischen Grenzwert liegt. Wenn aus der Umgebungsluft genügend Feuchtigkeit aufgenommen werden kann, zerfließt die Substanz dabei vollständig zur Lösung. Insbesondere unterliegen alle wasserlöslichen Salze der Deliqueszenz. Der Phasenübergang (Gas-Flüssigkeit) auf einem hygroskopischen festen Stoff oder auf einer hygroskopischen Lösung ist streng genommen keine Kondensation, sondern eine „Absorption“.
Die relative Feuchte, oberhalb derer Deliqueszenz auftritt, ist die für den Stoff charakteristische Deliqueszenzfeuchte. Sie ist identisch mit der relativen Gleichgewichtsfeuchte über einer gesättigten Lösung des betreffenden Stoffes in Wasser. Liegt die aktuelle relative Luftfeuchte darüber, so ist auch der Wasserdampfpartialdruck der Luft größer als der Gleichgewichtsdampfdruck der gebildeten Lösung. Es liegt eine Übersättigung vor und Luftfeuchte kondensiert auf der vorhandenen Lösung. Sinkt umgekehrt die aktuelle relative Luftfeuchte unter die Deliqueszenzfeuchte, so verdunstet Wasser aus der Lösung und die relative Sättigung der Lösung steigt an. Hierbei kann der gelöste Stoff auskristallisieren (Effloreszenz oder Fällung), sobald der maximale Salzgehalt bzw. die Löslichkeit überschritten wurde.
Die Deliqueszenzfeuchte kann je nach Art der Substanz zwischen 0 % und 100 % liegen, wobei die Grenzwerte nicht erreicht werden.

## Erläuterung
Wasser, das eine gelöste Substanz enthält, hat einen niedrigeren Gleichgewichtsdampfdruck als reines Wasser („Dampfdruckerniedrigung“). Je konzentrierter die Lösung ist, desto niedriger ist ihr Gleichgewichtsdampfdruck. Die gesättigte Lösung hat für eine gegebene lösliche Substanz die höchste mögliche Konzentration und damit den niedrigsten Gleichgewichtsdampfdruck. Über einer gesättigten Natriumchloridlösung beispielsweise stellt sich im Gleichgewicht ein Dampfdruck ein, der nur 75 % des Dampfdrucks über reinem Wasser bei derselben Temperatur beträgt. Die diesem Dampfdruck entsprechende relative Feuchte beträgt ihrer Definition entsprechend ebenfalls 75 %.
Befindet sich ein Salzkristall, beispielsweise ein Natriumchlorid-Kristall, in feuchter Luft, werden einzelne Wassermoleküle aus der Luft an der Oberfläche adsorbiert. Bei Luftfeuchten unterhalb der Deliqueszenzfeuchte handelt es sich um die normale adsorptive Hygroskopizität. Im Falle des Natriumchlorids werden je nach Luftfeuchte nur wenige Zehntel Massenprozent angelagert, das entspricht etwa 2 bis 3 Lagen von Wassermolekülen. Der dünne Wasserfilm kann Atome aus dem Salzkristall lösen und eine gesättigte Salzlösung bilden. Dieser Zustand ist jedoch stabil und es finden noch keine fortschreitenden Lösungsprozesse statt. Sobald aber die relative Luftfeuchte die relative Gleichgewichtsfeuchte dieser gesättigten Lösung von 75 % überschreitet, herrscht an der Oberfläche dieser Salzlösung Übersättigung und weiterer Wasserdampf aus der Luft kondensiert auf der Lösung. Die Lösung wird durch die Wasserzufuhr verdünnt, ist nicht mehr gesättigt und es geht weiteres Salz in Lösung, bis die Sättigung wiederhergestellt ist.
Dieser Vorgang der kontinuierlichen Kondensation und der fortgesetzten Lösung von Salz endet erst, wenn entweder der Feuchtenachschub aus der Luft oder der Vorrat an ungelöster Substanz aufgebraucht ist. Falls die Substanz vollständig zerfließt, nimmt die Lösung anschließend so lange weiter Luftfeuchte auf, bis ihre aufgrund der zunehmenden Verdünnung ansteigende Gleichgewichtsfeuchte mit der aktuellen Luftfeuchte übereinstimmt.

## Deliqueszenz als Phasenübergang
In thermodynamischer Hinsicht ist Deliqueszenz ein Phasenübergang erster Ordnung zwischen dem festen Zustand und einer gesättigten wässrigen Lösung. Der Übergang erfolgt bei einer wohldefinierten relativen Feuchte, die von der betrachteten Substanz und der Temperatur abhängt. Bei relativen Luftfeuchten unterhalb der Deliqueszenzfeuchte ist der kristalline Zustand, umgeben von der wasserdampfhaltigen Atmosphäre, der günstigere Zustand, oberhalb der Deliqueszenzfeuchte ist die wässrige Lösung der günstigere Zustand.
Bei der Deliqueszenzfeuchte selbst steht die gesättigte Lösung (mit oder ohne Anteil an ungelöster Substanz) im Gleichgewicht mit der feuchten Luft. Bei Luftfeuchten darüber kann ungesättigte Lösung mit der feuchten Luft im Gleichgewicht stehen, wobei Luftfeuchte und Lösungskonzentration sich so einstellen, dass der Wasserdampf-Partialdruck der feuchten Luft und der Gleichgewichtsdampfdruck über der Lösung identisch sind.

## Deliqueszenzfeuchten reiner Salze
Deliqueszenz tritt auf, weil der Gleichgewichtsdampfdruck von Wasser durch gelöste Stoffe verringert wird. Die Dampfdruckverringerung hängt von der Menge (und in gewissem Umfang von der Art) des gelösten Stoffes ab. Die stärkste Dampfdruckerniedrigung, die ein gegebener Stoff bewirken kann, erreicht er, wenn er bis zu seiner Sättigungsgrenze gelöst ist.
Substanzen mit höherer Löslichkeit haben daher in der Regel niedrigere Deliqueszenzfeuchten. Nimmt die Löslichkeit einer Substanz bei steigender Temperatur zu, dann nimmt ihre Deliqueszenzfeuchte mit der Temperatur ab. Die folgende Tabelle listet beispielhaft die Deliqueszenzfeuchten einiger reiner Salze bei verschiedenen Temperaturen auf:
| Salz                                                          | Löslichkeit bei 20 °C | Deliqueszenzfeuchte bei verschiedenen Temperaturen | Deliqueszenzfeuchte bei verschiedenen Temperaturen | Deliqueszenzfeuchte bei verschiedenen Temperaturen | Deliqueszenzfeuchte bei verschiedenen Temperaturen | Deliqueszenzfeuchte bei verschiedenen Temperaturen | Deliqueszenzfeuchte bei verschiedenen Temperaturen | Deliqueszenzfeuchte bei verschiedenen Temperaturen |
| Salz                                                          | Löslichkeit bei 20 °C | 0 °C                                               | 10 °C                                              | 20 °C                                              | 30 °C                                              | 40 °C                                              | 50 °C                                              | 60 °C                                              |
| ------------------------------------------------------------- | --------------------- | -------------------------------------------------- | -------------------------------------------------- | -------------------------------------------------- | -------------------------------------------------- | -------------------------------------------------- | -------------------------------------------------- | -------------------------------------------------- |
| Natriumhydroxid, {\displaystyle \mathrm {NaOH} }              | 1090 g/l              |                                                    |                                                    | 08,9                                               | 07,6                                               | 06,3                                               | 04,9                                               | 03,6 %                                             |
| Lithiumchlorid, {\displaystyle \mathrm {LiCl} }               | 0832 g/l              | 11,2                                               | 11,3                                               | 11,3                                               | 11,3                                               | 11,2                                               | 11,1                                               | 11,0 %                                             |
| Magnesiumchlorid, {\displaystyle \mathrm {MgCl_{2}} }         | 0542 g/l              | 33,7                                               | 33,5                                               | 33,1                                               | 32,4                                               | 31,6                                               | 30,5                                               | 29,3 %                                             |
| Natriumchlorid, {\displaystyle \mathrm {NaCl} }               | 0358 g/l              | 75,5                                               | 75,7                                               | 75,5                                               | 75,1                                               | 74,7                                               | 74,4                                               | 74,5 %                                             |
| Ammoniumsulfat, {\displaystyle \mathrm {(NH_{4})_{2}SO_{4}} } | 0754 g/l              | 82,3                                               | 82,1                                               | 81,3                                               | 80,6                                               | 79,9                                               | 79,2                                               |                                                    |

## Deliqueszenzfeuchten von Mischungen
Ist eine Substanz bis zu ihrer Sättigungsgrenze gelöst, können immer noch andere Stoffe gelöst werden (bis zu deren Sättigungsgrenze), die die Gesamtmenge gelöster Stoffe vermehren und eine weitere Dampfdruckabsenkung bewirken. Eine Mischung aus zwei oder mehr lösbaren Stoffen weist daher eine geringere Deliqueszenzfeuchte auf als die separaten Stoffe. Darüber hinaus weisen Mischungen im Gegensatz zu Reinstoffen keinen Deliqueszenzpunkt bei einer wohldefinierten Luftfeuchte auf, sondern einen Deliqueszenzbereich.
So hat beispielsweise eine gesättigte Natriumsulfatlösung bei 25 °C eine Gleichgewichtsfeuchte von 91,4 %, und eine gesättigte Natriumchloridlösung eine Gleichgewichtsfeuchte von 75,3 %. Wenn jedoch beide Salze gemeinsam in Lösung vorliegen, tritt fortschreitende Deliqueszenz im Bereich zwischen 74,5 % und 80,5 % auf, weil die Zusammensetzung und damit die Stoffkonzentrationen im System sich während des Prozesses ändern.

## Beispiele

### Feuchteregulierung
Die Deliqueszenz von Salzen kann genutzt werden, um eine bestimmte relative Feuchte in geschlossenen Behältern, beispielsweise Exsikkatoren, einzustellen. Findet die Deliqueszenz in einem geschlossenen Behälter statt, dann ist der Feuchtenachschub aus der Luft begrenzt. Liegt die anfängliche Luftfeuchte über der Deliqueszenzfeuchte, sinkt wegen der Kondensation von Luftfeuchte auf der Salzlösung die relative Feuchte der Luft ab, bis sie die relative Deliqueszenzfeuchte erreicht hat und mit der gesättigten Lösung im Gleichgewicht steht.
Wenn umgekehrt die Luftfeuchte unter der relativen Deliqueszenzfeuchte liegt, ist die Luft über der Lösung untersättigt und es verdunstet Wasser aus der Lösung, was die Luftfeuchte erhöht, bis die Deliqueszenzfeuchte und damit Gleichgewicht erreicht ist.
Dieser Regelmechanismus kann benutzt werden, um durch Einbringen einer gesättigten Salzlösung (mit ausreichend ungelöstem Bodensatz) die relative Feuchte in einem Behälter auf einem konstanten Wert zu halten, was etwa für die Kalibrierung von Hygrometern genutzt werden kann oder für Laborarbeiten, die eine definierte relative Luftfeuchte erfordern. So hält eine gesättigte Natriumchloridlösung die relative Feuchte der Behälterluft bei konstant 75 %. Andere Salze können verwendet werden, um andere Feuchtefixpunkte einzustellen, beispielsweise
| Relative Feuchte über gesättigter Salzlösung bei 23 °C                        | Relative Feuchte über gesättigter Salzlösung bei 23 °C |
| ----------------------------------------------------------------------------- | ------------------------------------------------------ |
| Natriumdichromat, {\displaystyle \mathrm {Na_{2}Cr_{2}O_{7}\cdot 2\,H_{2}O} } | 52 %                                                   |
| Magnesiumnitrat, {\displaystyle \mathrm {Mg(NO_{3})_{2}} }                    | 53 %                                                   |
| Kaliumchlorid, {\displaystyle \mathrm {KCl} }                                 | 85 %                                                   |
| Ammoniumdihydrogenphosphat, {\displaystyle \mathrm {NH_{4}H_{2}PO_{4}} }      | 93 %                                                   |
| Kaliumnitrat, {\displaystyle \mathrm {KNO_{3}} }                              | 94 %                                                   |

Zur Herstellung der einzusetzenden gesättigten Salzlösung kann das betreffende Salz in destilliertem Wasser gelöst werden, wobei zur Erhaltung der Feuchtepufferfähigkeit auf einen ausreichenden nichtgelösten Bodensatz zu achten ist. Steht kein destilliertes Wasser zur Verfügung, kann eine reine Salzlösung in kleiner Menge auch hergestellt werden, indem eine Schale mit trockenem Salz und eine Schale mit Leitungswasser gemeinsam in einen geschlossenen Behälter gestellt werden. Der Wasserdampf aus der Wasserschale verdunstet und kondensiert in der anderen Schale, die das Salz enthält. Es bildet sich dort aufgrund der Deliqueszenz des Salzes eine gesättigte Salzlösung.

### Luftentfeuchtung
Beim Deliqueszenzvorgang kann eine erhebliche Menge Wasser der Luft entnommen und als Lösung gebunden werden. Dies kann zur Luftentfeuchtung genutzt werden. Dabei steht nicht das Einstellen einer gewünschten relativen Feuchte, sondern die Entnahme von Luftfeuchtigkeit im Vordergrund. Voraussetzung dabei ist, dass die Deliqueszenzfeuchte der zur Entfeuchtung eingesetzten Substanz unter der relativen Feuchte der zu entfeuchtenden Luft liegt.
Salze mit einer Deliqueszenzfeuchte nahe 0 % können der Luft fast die gesamte Feuchte entziehen und als Trocknungsmittel eingesetzt werden.
| Relative Feuchte über Trocknungsmittel bei 23 °C                      | Relative Feuchte über Trocknungsmittel bei 23 °C |
| --------------------------------------------------------------------- | ------------------------------------------------ |
| Calciumchlorid, {\displaystyle \mathrm {CaCl_{2}} }, Korngröße < 3 mm | ≈ 0 %                                            |
| Magnesiumperchlorat, {\displaystyle \mathrm {Mg(ClO_{4})_{2}} }       | ≈ 0 %                                            |
| Phosphorpentoxid, {\displaystyle \mathrm {P_{2}O_{5}} }               | ≈ 0 %                                            |

### Salzschäden
Im Porenraum von Baustoffen enthaltene Salze sind häufig die Ursache für Bauschäden. Die Salze können von vorneherein im Baustoff enthalten sein (z.B in Gesteinen, die aus ehemaligen Meeresablagerungen entstanden sind), bei der Herstellung des Baustoffs eingebracht worden sein (z. B. in Portland-Zement, in unsachgemäß gebrannten Ziegeln), aus abgelagerter Luftverschmutzung stammen (Sulfate), durch die Nutzung des Gebäudes bedingt sein (Lager für Salz oder Schießpulver, Viehställe) oder durch aufsteigende Feuchte aus dem Erdboden in das Gemäuer transportiert worden sein.
Kristallisiert Salz aus seiner Lösung aus, kann der durch die wachsenden Kristalle ausgeübte Kristallisationsdruck die mechanische Festigkeit des Baustoffs übersteigen und das Baumaterial schädigen Besonders schädlich ist wiederholtes Lösen und Kristallisieren, da die Schäden sich dann aufsummieren. Salze im Porenraum können beispielsweise durch Wasserzufuhr infolge Beregnung oder Kondensation gelöst werden und in Trockenperioden wieder kristallisieren.
Neben solcher sporadischer Zufuhr flüssigen Wasser kann jedoch auch einfach der Kontakt mit der Luftfeuchtigkeit das Salz in Lösung bringen. Salze, deren Deliqueszenzfeuchte in dem Bereich liegt, der von den natürlichen Schwankungen der relativen Luftfeuchte überstrichen wird, können durch die Luftfeuchteschwankungen einem ständigen Lösungs- und Kristallisationszyklus infolge Deliqueszenz unterworfen werden. In manchen Fällen kann eine Schädigung dadurch unterbunden werden, dass die Luftfeuchte, der das Baumaterial ausgesetzt ist, dauerhaft entweder unter oder über der Deliqueszenzfeuchte des vorhandenen Salzes gehalten wird.
In der Regel ist im Mauerwerk eine Mischung aus mehreren Salzen vorhanden, was aufgrund der Deliqueszenzeigenschaften von Mischungen eine deutlich komplexere Situation als bei Einzelsalzen zur Folge haben kann. Das folgende Beispiel erläutert das Verhalten einer Mischung von Salzen, die in der Nordfassade des Klosters Birkenfeld festgestellt wurde.
Die Calcium- und Sulfationen wurden auf gelöstes Calciumsulfat {\displaystyle \mathrm {CaSO_{4}} } zurückgeführt, das aber wegen seiner geringen Löslichkeit hauptsächlich als ungelöster Feststoff vorliegt und dessen Einfluss auf die Salzlösung vernachlässigt werden kann. Die Salzlösung konnte daher als eine Mischung aus Magnesium-, Kalium-, Natrium-, Nitrat- und Chloridionen betrachtet werden. Ein thermodynamisches Lösungsmodell lässt für diese Mischung bei 25 °C das folgende Kristallisierungsverhalten erwarten: Oberhalb einer Feuchte von 77 % liegt das Salzgemisch als Lösung vor. Bei Unterschreiten von 77 % beginnt als erstes Salpeter {\displaystyle \mathrm {KNO_{3}} } auszufallen, obwohl dieser als Reinstoff schon bei Unterschreitung von 92,7 % kristallisieren würde. Es schließen sich drei Kristallisationsbereiche an: Bis 47 % fällt eine immer größere Menge an Salpeter aus. Unterhalb von 47 % kristallisiert neben weiterem Salpeter auch Nitromagnesit {\displaystyle \mathrm {Mg(NO_{3})_{2}\cdot 6\,H_{2}O} }, unterhalb von 44 % gleichzeitig auch noch Nitronatrit {\displaystyle \mathrm {NaNO_{3}} }. Bei 32,7 % fällt schließlich das gesamte Halit {\displaystyle \mathrm {NaCl} } aus.
Als besonders schadensträchtig sind Feuchteschwankungen im Bereich zwischen 44 und 47 % anzusehen, da hier ein großer Teil der Salzmischung an den Kristallisationszyklen teilnimmt. Schwankungen zwischen 47 und 77 % verursachen ebenfalls Kristallisationszyklen, sind wegen der relativ geringen Menge ausfallenden Salpeters aber weniger gefährlich.

### Lagerbedingungen
Deliqueszenz kann die chemische und physikalische Stabilität von Handelsgütern bei deren Herstellung, Transport oder Lagerung beeinträchtigen, insbesondere wenn sie in Pulverform vorliegen. Viele chemische Reaktionen laufen in der resultierenden wässrigen Lösung leichter oder schneller ab, was zu Qualitätseinbußen oder Verderb führen kann. Durch häufige Feuchtewechsel verursachte abwechselnde Deliqueszenz und erneute Kristallisation (Effloreszenz) kann Krusten- und Klumpenbildung begünstigen. Auch hier ist zu berücksichtigen, dass Mischungen aus deliqueszenzfähigen Substanzen eine Deliqueszenzfeuchte haben, die unter den Deliqueszenzfeuchten der beteiligten Bestandteile liegt.
Die folgende Tabelle zeigt einige Beispiele für Deliqueszenzfeuchten kristalliner Inhaltsstoffe von Nahrungsmitteln:
| Deliqueszenzfeuchte bei 25 °C | Deliqueszenzfeuchte bei 25 °C |
| ----------------------------- | ----------------------------- |
| Ascorbinsäure                 | > 95 %                        |
| Zitronensäure-Anhydrat        | 74–75 %                       |
| Zitronensäure-Monohydrat      | 78 %                          |
| Äpfelsäure                    | 59 %                          |
| b-D-Fructose                  | 62–63 %                       |
| α-Glucose-Anhydrat            | 89–91 %                       |
| α-Glucose-Monohydrat          | 91 %                          |
| β-Glucose                     | 74 %                          |
| α-Lactose-Monohydrat          | 95 %                          |
| β-Lactose                     | 95 %                          |
| Saccharose                    | 85 %                          |
| Natriumglutamat               | 87 %                          |
| Natriumchlorid                | 76 %                          |

## Abgrenzung
Die Deliqueszenz ist zu unterscheiden von der normalen Hygroskopizität, bei der ein Gegenstand durch physikalische Adsorption Wassermoleküle an seiner Oberfläche anlagert (insbesondere auch an den Oberflächen seines inneren Porenraums, falls vorhanden). Die Menge der auf diese Weise angelagerten Feuchtigkeit nimmt bei zunehmender Luftfeuchte stetig zu, weist also im Gegensatz zur Deliqueszenz von Reinstoffen keine sprunghafte Änderung auf. Objekte, bei denen Deliqueszenz möglich ist, wie etwa Salzkristalle, besitzen unterhalb der Deliqueszenzfeuchte diese „normale“ Hygroskopizität.
Die Deliqueszenz ist ebenfalls zu unterscheiden von der chemischen Absorption, bei der Luftfeuchte in Form von Kristallwasser im Kristallgitter einer Substanz gebunden werden kann. Wenn eine Substanz in verschiedenen Hydratisierungsstufen vorkommen kann (Kupfersulfat beispielsweise gibt es als Penta-, Tri-, Mono- und Anhydrat), dann findet der Übergang von einer Stufe zur nächsten bei Überschreitung einer gewissen relativen Feuchte statt, ist jedoch mit einer Änderung der Kristallstruktur verbunden, in der Regel nicht mit einem Lösungsvorgang.